# 五氟化钨
五氟化钨是一种无机化合物，化学式为WF5，是潮解性的黄色固体。和其它大多数的五氟化物一样，它有着四聚结构，由[WF5]4构成，每个W中心有着八面体的配位环境。

## 制备及性质
五氟化钨可有钨和六氟化钨反应得到：
W + 5 WF6  →  6 WF5
它在室温便发生歧化：
2 WF5  →  WF4  +  WF6